# Schwedische Badminton-Mannschaftsmeisterschaft 2004/05
Titelträger der Schwedischen Badminton-Mannschaftsmeisterschaft 2004/2005 im Badminton und damit schwedischer Mannschaftsmeister wurde der Klub Täby BMF, der sich in den Play-offs durchsetzen konnte. Die Liga trug in dieser Saison den Namen Elitserien.

## Vorrunde

### Ergebnisse
- Västra Frölunda BMK – Täby BMF: 2-6
- IFK Umeå – Askim BC: 3-5
- BMK Aura – Fyrisfjädern: 3-5
- Fyrisfjädern – IFK Umeå: 4-4
- Askim BC – Västra Frölunda BMK: 6-2
- Täby BMF – BMK Aura: 5-3
- BMK Aura – Askim BC: 5-3
- Fyrisfjädern – Täby BMF: 2-6
- BMK Aura – IFK Umeå: 3-5:
- Askim BC – Täby BMF: 4-4:
- Västra Frölunda BMK – Fyrisfjädern: 2-6:
- Täby BMF – IFK Umeå: 3-5:
- Västra Frölunda BMK – BMK Aura: 5-3:
- Fyrisfjädern – Askim BC: 5-3:
- IFK Umeå – Västra Frölunda BMK: 7-1:
- IFK Umeå – Täby BMF: 6-2:
- Askim BC – Fyrisfjädern: 4-4:
- BMK Aura – Västra Frölunda BMK: 4-4:
- IFK Umeå – BMK Aura: 6-2:
- Täby BMF – Askim BC: 8-0:
- Fyrisfjädern – Västra Frölunda BMK: 7-1:
- Västra Frölunda BMK – IFK Umeå: 3-5:
- Askim BC – BMK Aura: 7-1:
- Täby BMF – Fyrisfjädern: 6-2:
- IFK Umeå – Fyrisfjädern: 4-4
- Västra Frölunda BMK – Askim BC: 4-4
- BMK Aura – Täby BMF: 2-6
- Täby BMF – Västra Frölunda BMK: 7-1
- Fyrisfjädern – BMK Aura: 6-2
- Askim BC – IFK Umeå: 4-4

### Endstand
| Platz | Team                | Spiele | G | U | V | Spielpunkte | Differenz | Sätze   | Differenz | Punkte |
| ----- | ------------------- | ------ | - | - | - | ----------- | --------- | ------- | --------- | ------ |
| 1     | Täby BMF            | 10     | 7 | 1 | 2 | 53-27       | -26       | 174-115 | -59       | 15     |
| 2     | IFK Umeå            | 10     | 6 | 3 | 1 | 49-31       | -18       | 166-122 | -44       | 15     |
| 3     | Fyrisfjädern        | 10     | 5 | 3 | 2 | 45-35       | -10       | 165-132 | -33       | 13     |
| 4     | Askim BC            | 0      | 3 | 4 | 3 | 40-40       | 0         | 155-149 | -6        | 10     |
| 5     | Västra Frölunda BMK | 10     | 1 | 2 | 7 | 25-55       | -30       | 105-180 | -75       | 4      |
| 6     | BMK Aura            | 10     | 1 | 1 | 8 | 28-52       | -24       | 112-179 | -67       | 3      |

## Play-offs

### Halbfinale
- Täby BMF – Askim BC: 4-4
- Fyrisfjädern – IFK Umeå: 5-3

### Finale
- Täby BMF – Fyrisfjädern: